# Virginia Lee
Virginia Lee (1901–1996) fue una actriz de cine estadounidense que apareció en películas mudas.

## Filmografía
- The Terror (1917)
- The Gulf Between (1917)
- Beyond the Law (1918)
- The Whirlpool (1918)
- Oh, Johnny! (1918)
- Luck and Pluck (1919)
- Sandy Burke of the U-Bar-U (1919)
- The Servant Question (1920)
- A Daughter of Two Worlds (1920)
- The Fortune Teller (1920)
- For Love or Money (1920)
- Scrambled Wives (1921)
- If Women Only Knew (1921)
- The White Masks (1921)
- Beyond the Rainbow (1922)
- Destiny's Isle (1922)
- If Winter Comes (1923)
- The Adorable Cheat (1928)
- Fatal Lady (1936)